# ショーン・ケリー
ショーン・ケリー（Seán Kelly、1956年5月24日 - ）はアイルランド生まれの元自転車ロードレース選手。1980年代に最も活躍したロードレース選手の一人であり、史上最高のクラシックライダーの一人でもある。1977年にプロに転向し、1994年に引退するまで、モニュメントで9回、プロレースで193回の優勝を果たした。パリ〜ニースでは7年連続で優勝し、1989年にはUCIロードワールドカップで初優勝。1988年にはブエルタ・ア・エスパーニャを制し、ジロ・ディ・ロンバルディア、ミラノ〜サンレモ、パリ〜ルーベ、リエージュ〜バストーニュ〜リエージュでも複数回の優勝を果たした。その他、クリテリウム・アンテルナシオナル、グランプリ・デ・ナシオン、ツール・ド・スイス、バスク一周、ボルタ・ア・カタルーニャなどのステージレースでも優勝している。
ケリーは世界選手権自転車競技大会ロードレースで2度の銅メダル（1982年、1989年）を獲得し、1987年には同胞のステファン・ロシュが金メダルを獲得した年に5位入賞を果たした。1984年シーズン、33勝を挙げ、1984年3月にFICPランキングが導入された際、初めて1位を獲得し、その後、5年間1位をキープした。キャリア通算のランキングポイントでは、エディ・メルクスに次ぐ歴代2位。

## 経歴
アイルランドのロード選手といえば、1987年にジロ・デ・イタリア、ツール・ド・フランス、世界選手権自転車競技大会の三冠王に輝いたステファン・ロッシュが一般的に有名だが、ロッシュが選手生活の中で本当に輝きを放ったシーズンはほぼこの年だけといっていいのに対し、ケリーは現役時代、毎年のようにタイトルを獲得したばかりか、数多くの年間表彰も受けた。
とりわけ、パリ〜ニースの1982年から1988年までの総合7連覇という記録はステージレースにおける同一大会連覇記録である。同様の記録として後にランス・アームストロングがツール7連覇を達成したものの、ドーピングが発覚して全成績を抹消されている。また、年間表彰制度であるスーパープレスティージュ、UCI・ロードワールドランキングスにおいても長らく1位を記録しており、ベルナール・イノーやグレッグ・レモンといった選手たちの追随を許さなかった。
当初はスプリンター型の選手で、1982年のツールでは同タイプの名選手であったベルギーのフレディ・マルテンスを大きく引き離しポイント賞（マイヨ・ヴェール）を受賞するなど、第一人者としての地位を固める。その後はオールラウンダー型の選手に変貌した。しかし難度の高い山岳コースは苦手としており、そのためか、グランツール総合優勝としてはブエルタ・ア・エスパーニャにおける1回（1988年）があるのみである。
また、モニュメント通算9勝を始めとするクラシックレースでも数多くの勝利を挙げているが、ロンド・ファン・フラーンデレンだけは2位が3度あるものの遂に優勝を果たせず、リック・ファン・ローイ、エディ・メルクス、ロジェ・デフラミンクに次ぐ史上4人目のモニュメント完全制覇は果たせなかった。
スプリント力が注目されがちであるが、1992年のミラノ〜サンレモではモレノ・アルゼンティンが直前のレースで事故を起こした記憶から危険な下り坂で失速することを予想、ゴール手前の丘「ポッジョ・ディ・サンレモ」でのアタックをあえて放置し下りで差を詰めゴール直前で差し切るなど、心理・戦術面での巧みさが目立つ。

## 現役時代の主な実績

### グランツールでの実績

#### ツール・ド・フランス
- 1978: 総合34位; 第6ステージ優勝
- 1979: 総合38位
- 1979: 総合29位; 第19・21ステージ優勝
- 1981: 総合48位; 第17ステージ優勝
- 1982: 総合15位; ポイント賞（初）; 第13ステージ優勝
- 1983: 総合7位; ポイント賞（2回目）
- 1984: 総合5位;
- 1985: 総合4位; ポイント賞（3回目）
- 1987: 途中リタイア
- 1988: 総合46位;
- 1989: 総合9位; ポイント賞（4回目。史上最多〈当時〉。）
- 1990: 総合30位
- 1991: 途中リタイア
- 1992: 総合43位

#### ブエルタ・ア・エスパーニャ
- 1979: 第1・5ステージ優勝
- 1980: 第1・2・14・17・19ステージ優勝
- 1985: 第2・9・15ステージ優勝
- 1986: 第10・13ステージ優勝
- 1987: 第1・3ステージ優勝
- 1988: 総合優勝; 第11・20ステージ優勝

### 主要ワンデイレース優勝
- ミラノ〜サンレモ:1986, 1992
- パリ〜ルーベ：1984, 1986
- リエージュ〜バストーニュ〜リエージュ：1984, 1989
- ジロ・ディ・ロンバルディア：1983, 1985, 1991
- パリ〜ツール：1984
- グランプリ・プルエー：1984
- ヘント〜ウェヴェルヘム：1988
- グランプリ・デ・ナシオン：1986

### 主要ステージレース総合優勝
- ブエルタ・ア・エスパーニャ：1988
- パリ〜ニース：1982-1988（同大会最多記録となる7連覇）
- ツール・ド・スイス：1983, 1990
- カタルーニャ一周：1984, 1986
- バスク一周：1984, 1986, 1987
- クリテリウム・アンテルナシオナル：1983, 1984, 1987

### 年間表彰第1位受賞記録
- スーパープレスティージュ：1984, 1985, 1986
- UCI・ロードワールドランキングス：1984-1988
- UCI・ロードワールドカップ：1989